# سانتا ترسا
سانتا ترسا د سپدا ای آئومادا (زادهٔ ۱۵۱۵ میلادی - درگذشته ۱۵۸۲ میلادی) قدیس مسیحی، نویسنده و دین‌شناس، از خانواده‌ای اشرافی بود. او بیشتر با نام سانتا ترسا دخسوس یا سانتا ترسا د آویلا شناخته می‌شود. وی در آبیلا در اسپانیا به دنیا آمد و در همان‌جا در گذشت.
سانتا ترسا مدعی است که وحدت واقعی می‌تواند با تسلیم اراده و خواست خود به هر آنچه که اراده و خواست خداوند است به خوبی به‌دست آید. قدیس ترزا مدعی است که ما هرگز نمی‌توانیم کاملاً مطمئن شویم که به خداوند عشق می‌ورزیم، اما می‌توانیم نسبت به عشقمان به همسایه اطمینان حاصل کنیم. بنابراین نتیجه می‌گیرد که اتحاد حقیقی با اراده‌ی خداوند در خیرخواهی است. سانتا ترسا مدام تأکید می‌کند که فروتنی پیش‌نیاز لازم برای وحدت است و خودشناسی برای وحدت ضروری است. 
ظاهراً، «وارستگی و کناره‌گیری» از همه چیز، و «خالی کردن خود از مخلوقات» با برعهده‌گرفتن گرفتاری‌های همسایه‌ و ازخودگذشتگی در برابر او سازگار نیست، خصوصاً هنگامی که بسیاری از بزرگ‌ترین نیازهای همسایه‌مان مادی باشد. اما سانتا ترسا خودش آن را نپذیرفته است. نه‌فقط همه‌چیز را رها نکرده بود که دلبسته‌ی اصلاحات نظام در کلیسای کارملیت و شفاف‌نویسی درباره‌ی زندگی روحانی بود.
به تعبیر سانتا ترسا، روح به منظور پالایش خود باید کاری در جهت معنویت محض انجام دهد. بنابراین در اشاره به لزوم ترک گفتن و «معنویت محض»، از سنتی نقل‌قول می‌کند که دیونوسیوس مجعول در سنت عرفانی بنا نهاده است.
در مورد سانتا ترسا ایدئال «دیدن خداوند» است.
باری که خداوند در درون نظاره شده است، ترزا می‌گوید، روح متقابلاً «با تمام نیروی تفکر» بر روی «یافتن راه‌هایی برای خشنودی او و بر روی نشان‌دادن چگونگی عشقش نسبت به او» تمرکز می‌کند.

## کتاب‌ها
- کتاب زندگانی خود (خودزندگی‌نامه)- ۱۵۶۷- Libro de su vida
- خلوتگه قلعهٔ درون- ۱۵۷۱- Moradas del castillo interior
- راه تعالی- ۱۵۸۲- Camino de Perfeccion
- کتاب بنیادها- ۱۵۸۲- Libro de las Fundaciones